# Otello (Rossini)
Otello ossia Il moro di Venezia ist ein Dramma per musica in drei Akten von Gioachino Rossini. Das Libretto verfasste Francesco Maria Berio nach Othello, ou Le more de Venise von Jean-François Ducis (1792) und Giovanni Carlo Baron Cosenzas Otello von 1813 sowie Shakespeares The Tragedy of Othello, the Moore of Venice von 1603. Die Uraufführung fand am 4. Dezember 1816 im Teatro del Fondo in Neapel statt.

## Handlung

### Kurzfassung
Erster Akt. Der Feldherr Otello kehrt siegreich aus Zypern nach Venedig zurück. Er ist heimlich mit Desdemona, der Tochter Elmiros, verheiratet und hofft, diese Verbindung durch seinen Erfolg sanktionieren zu können. Rodrigo, der Sohn des Dogen, will Desdemona seinerseits heiraten und spinnt mit Jago, der in den Besitz eines kompromittierenden Schreibens gelangt ist, eine Intrige gegen Otello. Desdemona wartet mit ihrer Vertrauten Emilia auf Otello. Sie ist in Sorge um dessen Zuneigung, weil sie keine Briefe von ihm mehr erhalten hat, nachdem ihr Vater einen ihrer Briefe abgefangen hatte. Elmiro hat unterdessen beschlossen, Desdemona mit Rodrigo zu verheiraten. Die Hochzeitsfeierlichkeiten beginnen, aber Desdemona zögert mit ihrer Zustimmung. Otello unterbricht die Feier und verkündet, dass er Desdemona liebt. Der wütende Elmiro führt seine Tochter fort, und es kommt zu einer ersten Konfrontation zwischen Otello und Rodrigo.
Zweiter Akt. Rodrigo trifft sich mit Desdemona. Sie gesteht ihm, bereits mit Otello verheiratet zu sein und bittet ihn, ihren Vater zu besänftigen. Rodrigo aber droht, Otello zu bestrafen. Desdemona bekennt Emilia, dass sie ihr Geheimnis enthüllt hat. Nun bleibe nur noch die Flucht. Emilia ahnt das Verhängnis und beschließt, Desdemonas Freunde um Hilfe zu bitten. Otello vertraut sich Jago an und verlangt von diesem Beweise für Desdemonas Untreue. Jago gibt ihm den von Elmiro abgefangenen Brief. Otello glaubt, dieser sei an Rodrigo gerichtet und schwört Rache. Rodrigo will sich mit Otello aussöhnen, doch dieser weist ihn zurück. Desdemona kommt dazu, und nun bezichtigen sie sowohl Otello als auch Rodrigo der Untreue. Desdemona ist verzweifelt, weil sie sich das Verhalten Otellos nicht erklären kann. Als die beiden Männer fortgehen, um sich zu duellieren, wird sie ohnmächtig. Emilia findet sie und warnt sie vergeblich vor der drohenden Katastrophe. Freunde berichten Desdemona, dass Otello das Duell mit Rodrigo überlebt hat. Elmiro kommt dazu. Er sieht seine Ehre verletzt und verstößt Desdemona.
Dritter Akt. Desdemona ist mit Emilia alleine in ihrem Schlafzimmer. Während Emilia versucht, Desdemona zu trösten, ertönt draußen das Lied eines Gondoliere, das Desdemona erneut an ihr Unglück erinnert. Sie singt zur Harfe das klagende Weidenlied. Nachdem Desdemona Emilia weggeschickt und sich zum Schlafen gelegt hat, kommt Otello durch eine Geheimtür ins Zimmer, um Desdemona zu ermorden. Beim Anblick der Schlafenden wird er zwar unsicher, aber als Desdemona im Schlaf von ihrem Geliebten spricht, glaubt er, dass Rodrigo gemeint sei. Desdemona erwacht. Sie erkennt die Intrige Jagos, aber Otello deutet ihre Reaktion erneut falsch und ersticht sie. Lucio, ein Anhänger Otellos, berichtet diesem, dass Rodrigo unterdessen Jago getötet und dass dieser vor seinem Tod seine Intrige gestanden habe. Der Doge, Elmiro und Rodrigo kommen dazu. Rodrigo zieht seine Ansprüche auf Desdemona zurück, und Elmiro will Otello jetzt die Hand seiner Tochter geben. Da endlich erkennt Otello seinen Irrtum, und er tötet sich selbst.

### Erster Akt
Senatssaal; im Hintergrund sieht man zwischen den Säulen den Lido, auf dem die Bevölkerung die Landung Otellos beobachtet; Schiffe in einiger Entfernung
Szene 1. Während der Doge, Elmiro und die Senatoren im Saal auf die Ankömmlinge warten, preist das Volk den siegreichen Feldherrn Otello (Introduktion: „Viva Otello, viva il prode“). Otello schreitet zu den Klängen eines Militärmarsches ein, begleitet von Jago, Rodrigo und Lucio. Er berichtet vom Sieg über Zypern und überreicht dem Dogen die Waffen und Fahnen der Besiegten. Als der Doge ihn nach seiner Belohnung fragt, entgegnet Otello, er wünsche sich nichts mehr, als in Venedig wie ein Einheimischer anerkannt zu werden. Obwohl er aus Afrika stamme, liebe er Venedig mehr als sein Vaterland. Der Doge verspricht ihm dies. Zudem soll er den verdienten Lorbeerkranz erhalten. Otello, der bereits heimlich mit Elmiros Tochter Desdemona verheiratet ist, hofft, durch seinen Erfolg der Sanktionierung seiner Liebe näher zu kommen (Cavatine: „Ah! sì, per voi già sento“). Rodrigo, der Sohn des Dogen, sieht dadurch insgeheim seine eigenen Ziele gefährdet. Er kann seine Gefühle kaum zurückhalten, und Jago muss ihn davon abhalten, Otello offen anzugreifen. Otello entfernt sich mit den Senatoren und dem Volk. Elmiro, Jago und Rodrigo bleiben zurück.
Szene 2. Rodrigo erkundigt sich bei Elmiro nach den Gefühlen Desdemonas ihm gegenüber. Elmiro teilt ihm mit, dass sie Kummer habe, aber ihm den Grund nicht nennen wolle. Er entfernt sich, um am Festzug teilzunehmen.
Szene 3. Rodrigo teilt Jago seine Sorge mit, dass Elmiro sich entscheiden könnte, Desdemona mit Otello zu verheiraten. Jago verspricht ihm seine Hilfe. Er hat selbst noch eine alte Rechnung mit Otello offen und neidet ihm seinen Aufstieg. Er zeigt Rodrigo ein kompromittierendes Schreiben, mit dem er Otello vernichten will. Gemeinsam werden sie ihre Ziele erreichen (Duett: „No, non temer, serena“).
Zimmer im Palast Elmiros
Szene 4. Desdemona unterhält sich mit ihrer Vertrauten Emilia. Sie ist in Sorge um Otellos Zuneigung. Kürzlich hatte ihr Vater einen ihrer Briefe an Otello abgefangen, dem sie eine Locke beigelegt hatte. Sie hatte damals behauptet, dass der Brief an Rodrigo gerichtet sei. Seitdem hat sie nichts mehr von Otello gehört. Nun fürchtet sie, dass er sie für untreu halten könnte. Emilia versichert ihr, dass ihre Sorge unbegründet ist (Duettino: „Vorrei, che il tuo pensiero“ – „Quanto son fieri i palpiti“). Beide gehen.
Szene 5. Jago fühlt sich vom Dogen ungerecht behandelt, da dieser ihm einen gemeinen Afrikaner vorzieht. Er schwört Rache. Rodrigo kommt, um mit Elmiro zu sprechen.
Szene 6. Elmiro erscheint und verspricht Rodrigo die Hand seiner Tochter. Auch er verachtet Otello und wünscht sich Rodrigos Unterstützung gegen ihn. Jago soll schnellstmöglich die Hochzeit vorbereiten. Rodrigo und Jago gehen.
Szene 7. Elmiro sieht seiner Rache an Otello freudig entgegen.
Szene 8. Elmiro teilt seiner Tochter mit, dass er ihr eine große Freude bereiten wolle und sie prunkvoll unter dem Jubel des Volkes seinen Schritten folgen werde. Er geht.
Szene 9. Desdemona sind die Worte ihres Vaters rätselhaft geblieben.
Szene 10. Desdemona fragt Emilia um ihre Meinung. Diese vermutet, dass Elmiro sich vielleicht mit Otello versöhnt habe.
Prachtvoll geschmückter öffentlicher Saal
Szene 11. Zu Beginn der Hochzeitsfeierlichkeiten besingen Brautjungfern, Freunde und Vertraute Elmiros die Liebe (Chor: „Santo imen! te guida amore“).
Szene 12. Elmiro, Desdemona, Emilia und Rodrigo treten mit ihrem Gefolge ein. Erst jetzt teilt Elmiro ihr den Zweck der Veranstaltung mit: Sie soll Rodrigo ewige Treue schwören. Elmiro glaubt immer noch, als liebender Vater zu handeln (Finale I: „Nel cuor d’un padre amante“). Desdemona aber zögert mit der Antwort. Rodrigo versichert ihr seine Treue und fleht sie an, sich für ihn zu entscheiden. Desdemona bricht in Tränen aus (Terzett: „Ti parli l’amore“).
Szene 13. Otello erscheint mit einigen seiner Gefährten im Hintergrund. Entsetzt darüber, Desdemona an der Seite seines Rivalen zu sehen, erklärt er, dass die Liebe ihm ein Anrecht auf ihr Herz gebe und Desdemona ihm bereits die Treue geschworen habe (Otello: „L’ingrata, ahimè che miro“). Alle sind entsetzt (Chor: „Incerta l’anima“). Der wütende Elmiro führt seine Tochter fort. Otello und Rodrigo erklären sich gegenseitig ihren Hass und ihre Verachtung.

### Zweiter Akt
Zimmer Elmiros
Szene 1. Rodrigo trifft sich mit Desdemona. Sie gesteht ihm, bereits mit Otello verheiratet zu sein und bittet ihn, ihren Vater zu besänftigen. Rodrigo aber droht, Otello zu bestrafen (Arie: „Che ascolto? ahimè, che dici?“ – „Ah, come mai non senti“). Er geht.
Szene 2. Desdemona ist verzweifelt.
Szene 3. Desdemona bekennt Emilia, dass sie ihr Geheimnis enthüllt hat. Sie fürchtet um Otellos Leben und sieht den einzigen Ausweg in der Flucht. Sie macht sich auf den Weg zu ihm.
Szene 4. Emilia ahnt das Verhängnis und beschließt, Desdemonas Freunde um Hilfe zu bitten.
Garten im Haus Otellos
Szene 5. Otello zweifelt an der Treue Desdemonas.
Szene 6. Jago kommt hinzu. Er rät Otello, sich nicht über das Schicksal zu beklagen, obwohl er allen Grund dazu habe. Seine Worte verstärken Otellos Zweifel. Er verlangt Beweise für Desdemonas Untreue. Jago überreicht ihm den von Elmiro abgefangenen Brief Desdemonas. Otello liest ihn im Glauben, dieser sei an Rodrigo gerichtet. Jago beobachtet genüsslich seine wachsende Verzweiflung (Duett: „Non m’inganno; al mio rivale“ – „L’ira d’avverso fato“). Endgültige Gewissheit erlangt Otello, als Jago ihm auch noch die dem Brief beigelegte Locke Desdemonas gibt. Er schwört Rache und will anschließend auch selbst sterben. Jago entfernt sich triumphierend.
Szene 7. Otello ist entsetzt über Desdemonas Verrat.
Szene 8. Rodrigo will sich mit Otello aussöhnen, doch dieser weist ihn zurück. Sie beschließen, ihre Differenzen mit den Waffen auszutragen (Anfang des Terzetts als Duett: „Ah vieni, nel tuo sangue“).
Szene 9. Desdemona kommt dazu, und nun bezichtigen sie sowohl Otello als auch Rodrigo der Untreue (Fortsetzung des Terzetts). Desdemona ist verzweifelt, weil sie sich das Verhalten Otellos nicht erklären kann. Als die beiden Männer fortgehen, um sich zu duellieren, wird sie ohnmächtig.
Szene 10. Emilia findet sie und warnt sie vergeblich vor der drohenden Katastrophe. Desdemona ist völlig verwirrt. Sie will nur noch sterben, betet aber um Rettung für Otello (Arie: „Che smania. Ohimè! che affanno?“)
Szene 11. Freundinnen und Vertraute berichten Desdemona, dass Otello das Duell mit Rodrigo überlebt hat (Finale II: „Qual nuova a me recate?“). Elmiro kommt dazu. Er sieht seine Ehre verletzt und verstößt Desdemona. Während die Frauen seine Strenge beklagen, halten die Vertrauten sie für gerechtfertigt.

### Dritter Akt
Schlafzimmer
Szene 1. Desdemona ist mit Emilia alleine in ihrem Schlafzimmer. Während Emilia versucht, sie zu trösten, ertönt draußen das Lied eines Gondoliere („Nessun maggior dolore“), das Desdemona erneut an ihr Unglück erinnert. Sie singt zur Harfe das klagende Weidenlied („Assisa a’ piè d’un salice“). Als durch einen Windstoß einige Fensterscheiben zu Bruch gehen, sieht sie dies als schlimmes Vorzeichen. Emilia beruhigt sie. Desdemona gibt ihr einen letzten Kuss und schickt sie fort.
Szene 2. Erfüllt von ihren Schmerzen betet Desdemona darum, dass Otello zu ihrem Trost kommt oder zumindest nach ihrem Tod um sie weint (Preghiera: „Deh calma, o ciel, nel sonno“).
Szene 3. Durch eine Geheimtür betritt Otello in das Zimmer mit einer Fackel und einem Dolch in den Händen (Ausfall Otellos: „Eccomi giunto inosservato“). Jago hatte ihm nach dem Duell bei der Flucht geholfen und den Weg gewiesen. Er nähert sich der schlafenden Desdemona und stellt sich vor, dass sie von seinem Rivalen träumt. Beim Anblick ihres Gesichts wird er zwar unsicher, aber als Desdemona im Schlaf von ihrem Geliebten spricht, glaubt er, dass Rodrigo gemeint sei. Ein Blitz beleuchtet kurz ihre Züge. Beim darauffolgenden Donnerschlag erwacht Desdemona. Otello wirft ihr Verrat vor. Ihren Unschulds- und Liebesbeteuerungen glaubt er nicht (Duett: „Non arrestare il colpo“). Er teilt ihr mit, dass Jago inzwischen ihren Geliebten getötet habe. Bei diesem Namen wird Desdemona die Intrige Jagos klar, aber Otello deutet ihre Reaktion erneut falsch. Das Gewitter nimmt zu. Otello wirft Desdemona auf das Bett und ersticht sie. Erschrocken weicht er zurück und zieht die Bettvorhänge zu. Kurz darauf klopft sein Freund Lucio an der Tür. Otello drängt seine Gewissensbisse zurück und öffnet (Finale III: „Che sento… Chi batte?“).
Szene 4. Lucio berichtet Otello, dass Rodrigo unterdessen Jago getötet und dass dieser vor seinem Tod seine Intrige gestanden habe.
Szene 5. Der Doge, Elmiro und Rodrigo kommen dazu. Rodrigo zieht seine Ansprüche auf Desdemona zurück und Elmiro will Otello jetzt die Hand seiner Tochter geben. Da endlich erkennt Otello seinen Irrtum. Er öffnet den Bettvorhang, um den anderen seine Tat zu offenbaren und tötet sich selbst.

## Gestaltung

### Instrumentation
Die Orchesterbesetzung der Oper enthält die folgenden Instrumente:
- Holzbläser: zwei Flöten / Piccoloflöten, zwei Oboen, zwei Klarinetten, zwei Fagotte
- Blechbläser: vier Hörner, zwei Trompeten, drei Posaunen
- Pauken, Regen/Blitz/Donner
- Harfe
- Streicher

### Musiknummern
Die Oper enthält die folgenden Musiknummern:
- Ouvertüre

Erster Akt
- Nr. 1. Introduktion (Chor): „Viva Otello, viva il prode“ (Szene 1)
- Nr. 2. Cavatine (Otello): „Ah! sì, per voi già sento“ (Szene 1)
- Nr. 3. Duett (Jago, Rodrigo): „No, non temer, serena“ (Szene 3)
- Nr. 4. Szene: „Inutile è quel pianto“ (Szene 4)
  - Duettino (Emilia, Desdemona): „Vorrei, che il tuo pensiero“ – „Quanto son fieri i palpiti“ (Szene 4)
- Nr. 5. Chor: „Santo imen! te guida amore“ (Szene 11)
  - Finale I: „Nel cuor d’un padre amante“ (Szene 12)
  - Terzett (Rodrigo, Desdemona, Elmiro): „Ti parli l’amore“ (Szene 12)
  - Auftritt Otellos: „L’ingrata, ahimè che miro“ (Szene 13)
  - Chor: „Incerta l’anima“ (Szene 13)

Zweiter Akt
- Nr. 6. Arie (Rodrigo): „Che ascolto? ahimè, che dici?“ – „Ah, come mai non senti“ (Szene 1)
- Nr. 7. Szene (Otello): „Che feci?… ove mi trasse“ (Szene 5)
  - Duett (Jago, Otello): „Non m’inganno; al mio rivale“ – „L’ira d’avverso fato“ (Szene 6)
- Nr. 8. Terzett (Rodrigo, Otello, Desdemona): „Ah vieni, nel tuo sangue“ (Szene 8)
- Nr. 9. Arie (Desdemona): „Che smania. Ohimè! che affanno?“ (Szene 10)
  - Finale II: „Qual nuova a me recate?“ (Szene 11)

Dritter Akt
- Nr. 10a. Szene (Emilia): „Ah! / Dagli affanni oppressa“ (Szene 1)
  - Canzone del Gondoliere – Lied des Gondoliere: „Nessun maggior dolore“ (Szene 1)
- Nr. 10b. Canzone del salice – Weidenlied (Desdemona): „Assisa a’ piè d’un salice“ (Szene 1)
  - Preghiera – Gebet (Desdemona): „Deh calma, o ciel, nel sonno“ (Szene 2)
- Nr. 10c. Sortita Otello – Auftritt Otellos: „Eccomi giunto inosservato“ (Szene 3)
- Nr. 10d. Duett (Desdemona, Otello): „Non arrestare il colpo“ (Szene 3)
- Nr. 10e. Finale III: „Che sento… Chi batte?“ (Szene 3)

### Übernahmen
- In der Ouvertüre entlehnte Rossini Material aus denjenigen von Il turco in Italia und Sigismondo.[3]:65
- Die Schlusspassage des Duettinos Emilia/Desdemona („Quanto son fieri i palpiti“, erster Akt, Szene 4) stammt aus Aureliano in Palmira.[3]:66
- Das Terzett „Ti parli l’amore“ im ersten Finale verwendet Musik aus L’equivoco stravagante.[3]:66
- Die Hauptmelodie am Schluss des Duetts Otello/Rodrigo („L’ira d’avverso fato“, zweiter Akt, Szene 6) basiert auf dem agitato der Arie „Ah qual voce“ (zweiter Akt, Szene 9) aus Torvaldo e Dorliska.[4]:63
- In der Schlussszene nutzte Rossini die letzten Takte der Einleitung der Cavatine „Fra un istante a te vicino“ (erster Akt, Szene 7) aus Torvaldo e Dorliska.[4]:63

### Libretto
Berios Libretto weicht deutlich von Shakespeares Othello ab. Die Handlung wurde verändert, der Ort von Zypern nach Venedig verlegt und „die Charaktere Shakespeares behalten kaum mehr als ihre Namen“.:205 Dieses Vorgehen war zwar damals nicht unüblich, führte hier aber schon bei Zeitgenossen zu teilweise scharfer Kritik, so beispielsweise bei Lord Byron, der über eine Aufführung von 1818 schrieb: „Sie haben Othello zu einer Oper (Otello von Rossini) verunstaltet … Musik gut, aber unheilvoll – doch was den Text betrifft! – alle echten Szenen mit Jago gestrichen – und stattdessen der größte Unsinn: das Taschentuch hat sich in einen Liebesbrief verwandelt wurde … Bühnenbild, Kostüme und Musik sehr gut …“ Stendhal, der die Oper 1817 gehört hatte, schrieb: „Der üble Librettist muß eine Art Genie gewesen sein, um die überwältigendste Tragödie, die je auf der Bühne zu sehen war, zu so einem faden Stück Abgeschmacktheit zu reduzieren. Andererseits hat Rossini ihm, soviel er konnte, dabei geholfen.“:81 Auch der Rossini-Biograph Richard Osborne kritisierte das Libretto: „Sein Umgang mit dem Hauptthema des Stückes ist albern. Die Handlung ist reduziert auf das Muster eines empfindlichen Vaters, einer vor Liebe vergehenden Tochter, eines heroischen Liebhabers und eines ränkevollen Rivalen“. Es gibt weder eine Auftrittsarie Desdemonas noch ein Liebesduett. Der dritte Akt dagegen sei „so etwas wie der triumphale Höhepunkt“.:205 Giacomo Meyerbeer schrieb am 17. September 1818 aus Venedig: „Die alten Theaterroutinisten sprachen schon das Wort Fiasco aus, besonders da man wußte daß der dritte Akt nur drei Stücke enthielt, wovon zwei (eine Romanze, und eine Preghiera) noch obendrein ganz klein waren. Und doch haben diese beiden kleinen Stücke […] nicht nur die Oper gerettet, sondern sie zu einem solchen Fuoror gebracht desgleichen man seits 20 Jahren sich nicht erinnert“.:82 Richard Osborne zufolge steht nicht die Titelfigur Otello im Mittelpunkt der Oper, sondern Desdemona, „eine der überzeugendsten Heldinnen des Ottocento“.:209

### Musik
Ungewöhnlich – insbesondere für heutige Hörgewohnheiten – ist, dass Rossini alle männlichen Hauptrollen (Otello, Rodrigo und Jago) für Tenor geschrieben hat, entsprechend den in Neapel verfügbaren Sängern.:205 Später wurde die Rolle des Otello auch von Sängerinnen übernommen. 1831 beispielsweise sang sie Garcías Tochter Maria Malibran neben Wilhelmine Schröder-Devrient als Desdemona.:205
In der Literatur werden folgende Stellen besonders hervorgehoben:
- Der zweite Teil des Duettino Emilia/Desdemona „Quanto son fieri i palpiti“ (erster Akt, Szene 4) verleiht tänzerisch „dem Gedanken von Liebesschmerz ekstatischen Ausdruck“.[5]:207
- Das erste Finale enthält mit Elmiros Aufforderung an seine Tochter, Rodrigo zu heiraten und dem Auftritt Otellos gleich zwei dramatische Wendungen, der jeweils eine Ensemble-Szene folgt: das Terzett „Ti parli l’amore“ bzw. der Chor „Incerta l’anima“.[7]:396
- Die Arie des Rodrigo „Ah, come mai non senti“ (zweiter Akt, Szene 1) bezeichnet Richard Osborne als „ein brillantes Paradestück in ungewöhnlich hoher Lage und einer teuflisch schwierigen, sehr hoch liegenden cabaletta“.[5]:206
- Das Duett Jago/Otello „Non m’inganno; al mio rivale“ (zweiter Akt, Szene 6) ist von starker Dramatik gekennzeichnet.[8]
- Das Duett Otello/Rodrigo „Ah vieni, nel tuo sangue“ (zweiter Akt, Szene 8) ist eine „Sängerschlacht“ der Tenöre, „ein kostbares Stück in C-Dur mit dürren, hochdeklamatorischen Linien, abstürzenden Bässen und hohen C’s von beiden Sängern“.[5]:206 Mit dem Erscheinen Desdemonas wird es zu einem noch lebendigeren Terzett erweitert.[3]:67
- Das Lied des Gondoliere „Nessun maggior dolore“ (dritter Akt, Szene 1) verwendet aufgrund einer Anregung Rossinis einen Text aus den Zeilen 121–123 des fünften Gesangs von Dantes Inferno. Auch die Melodie stammt von Rossini selbst.[5]:208 Liszt übernahm sie für den Mittelsatz seines Zyklus Venezia e Napoli.
- Das von Harfe, Streichern und Bläsern begleitete Weidenlied der Desdemona „Assisa a’ piè d’un salice“ (dritter Akt, Szene 1) ist „berührend und unvergeßlich in jedem Takt“.[5]:208
- Das Gebet Desdemonas „Deh calma, o ciel, nel sonno“ (dritter Akt, Szene 2) wird von Solobläsern begleitet. Auch in Verdis Otello gibt es an dieser Stelle ein Gebet, das jedoch mit gedämpften Streichern instrumentiert ist.[5]:209

## Werkgeschichte
Rossini schrieb seinen Otello unmittelbar nach den Opern Il barbiere di Siviglia (Uraufführung am 20. Februar 1816) und La gazzetta (26. September 1816) und kurz vor La Cenerentola (25. Januar 1817). Die Oper war ursprünglich für das Teatro San Carlo in Neapel vorgesehen. Da dieses jedoch in der Nacht vom 13. zum 14. Februar 1816 abgebrannt war, wurde die Uraufführung des Otello in das Teatro del Fondo verlegt. Die vertraglich für den 10. Oktober vorgesehene Premiere musste zudem um zwei Monate verschoben werden, da Rossini die Partitur nicht pünktlich ablieferte.:394
Bei der Uraufführung am 4. Dezember 1816 im Teatro del Fondo sangen Andrea Nozzari (Otello), Isabella Colbran (Desdemona), Michele Benedetti (Elmiro), Giovanni David (Rodrigo), Giuseppe Ciccimarra (Jago), Maria Manzi (Emilia), Nicola Mollo (Lucio), Gaetano Chizzola (Doge) und Nicola Mollo (Gondoliero). Das Bühnenbild stammte von Francesco Tortoli.:394 Ab dem 18. Januar 1817 wurde die Oper im wiederaufgebauten Teatro San Carlo gespielt. Spätestens dort sang Manuel García, der einige Jahre später in Paris mit der Titelrolle große Erfolge haben sollte, den Jago.:81

Sänger der Uraufführung von 1816
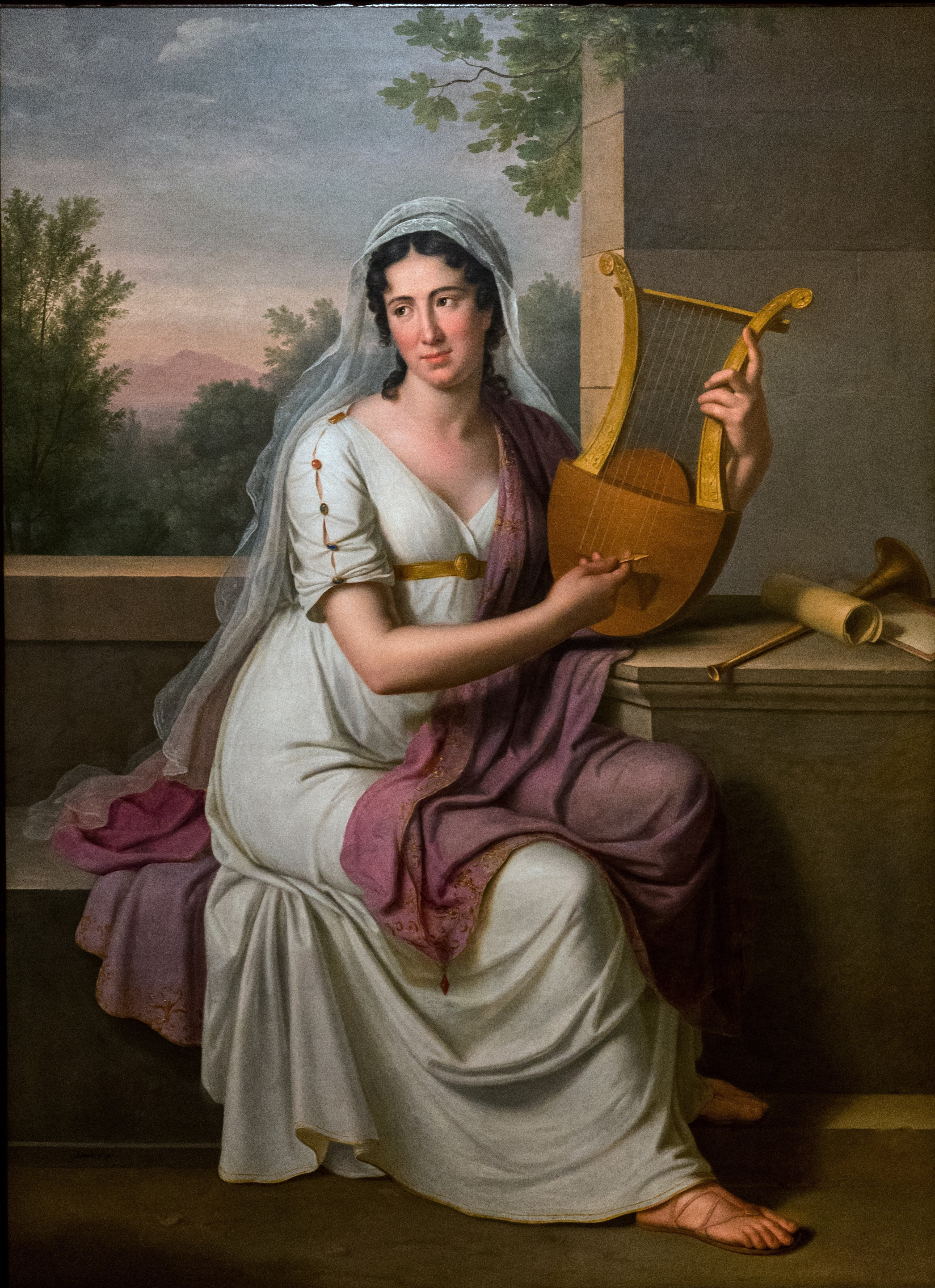
Isabella Colbran (Desdemona)
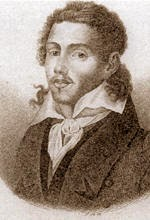
Giovanni David (Rodrigo)

Obwohl sich einige Neapolitaner an dem tragischen Ende störten, war das Werk spätestens seit den Aufführungen im Teatro San Carlo ein großer Erfolg:80f und verbreitete sich rasch zunächst an italienischen Opernhäusern, dann auch im übrigen Europa. Am 13. September 1818 wurde sie in italienischer Sprache in München aufgeführt, 1819 auf Deutsch im Theater an der Wien und im konkurrierenden Kärntnertortheater, am 9. April 1820 in Frankfurt am Main (mit einem Sopran in der Rolle des Otello):429 sowie 1823 auf Italienisch im Kärntnertortheater (mit Domenico Donzelli als Otello, Giovanni David als Rodrigo und Johann Nestroy als Doge). Am 5. Juni 1821 war die Premiere im Pariser Théâtre-Italien mit Manuel García als Otello und Giuditta Pasta als Desdemona, deren Auftritt begeistert gefeiert wurde.

Sänger der Pariser Aufführung von 1821
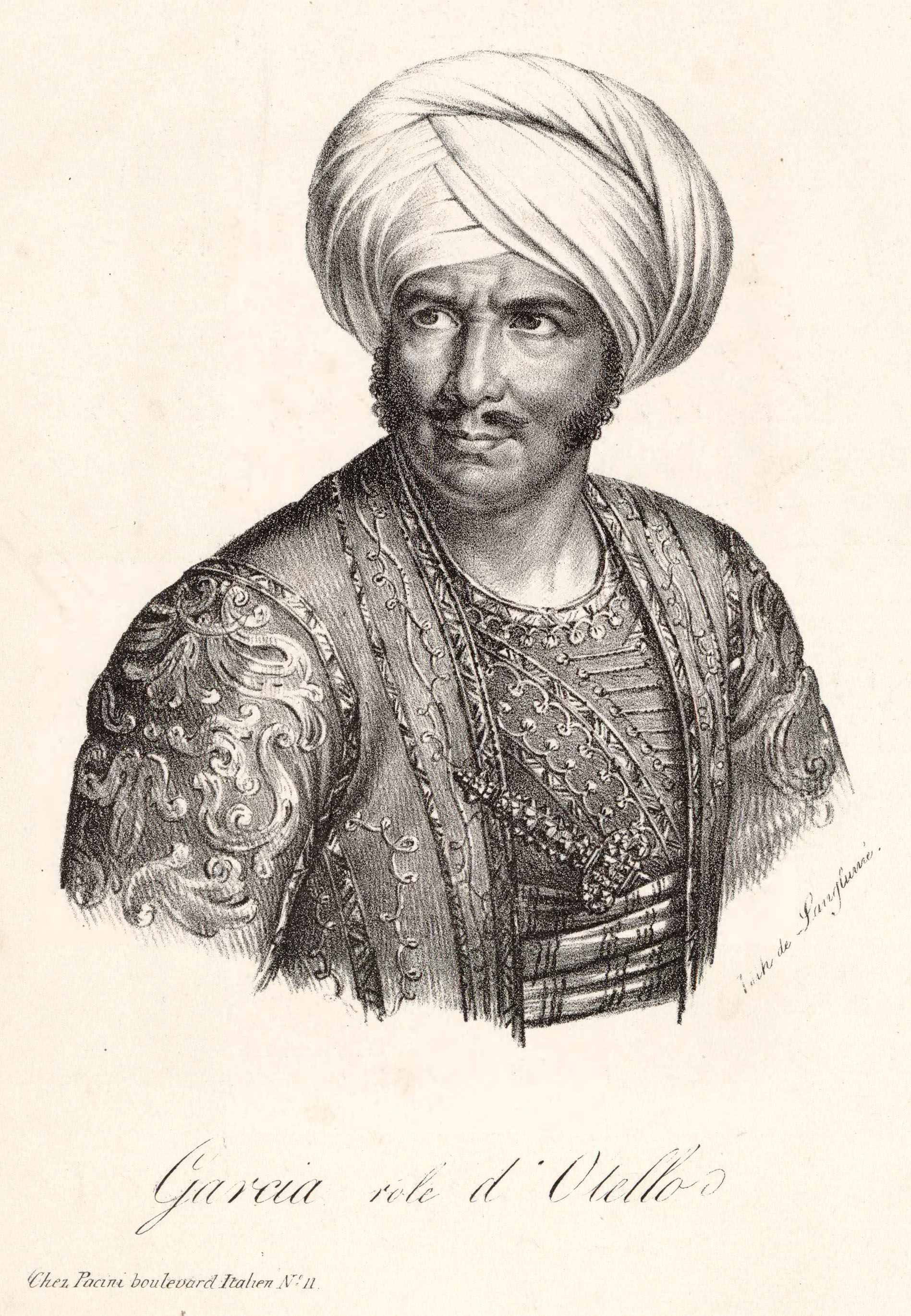
Manuel García (Otello)
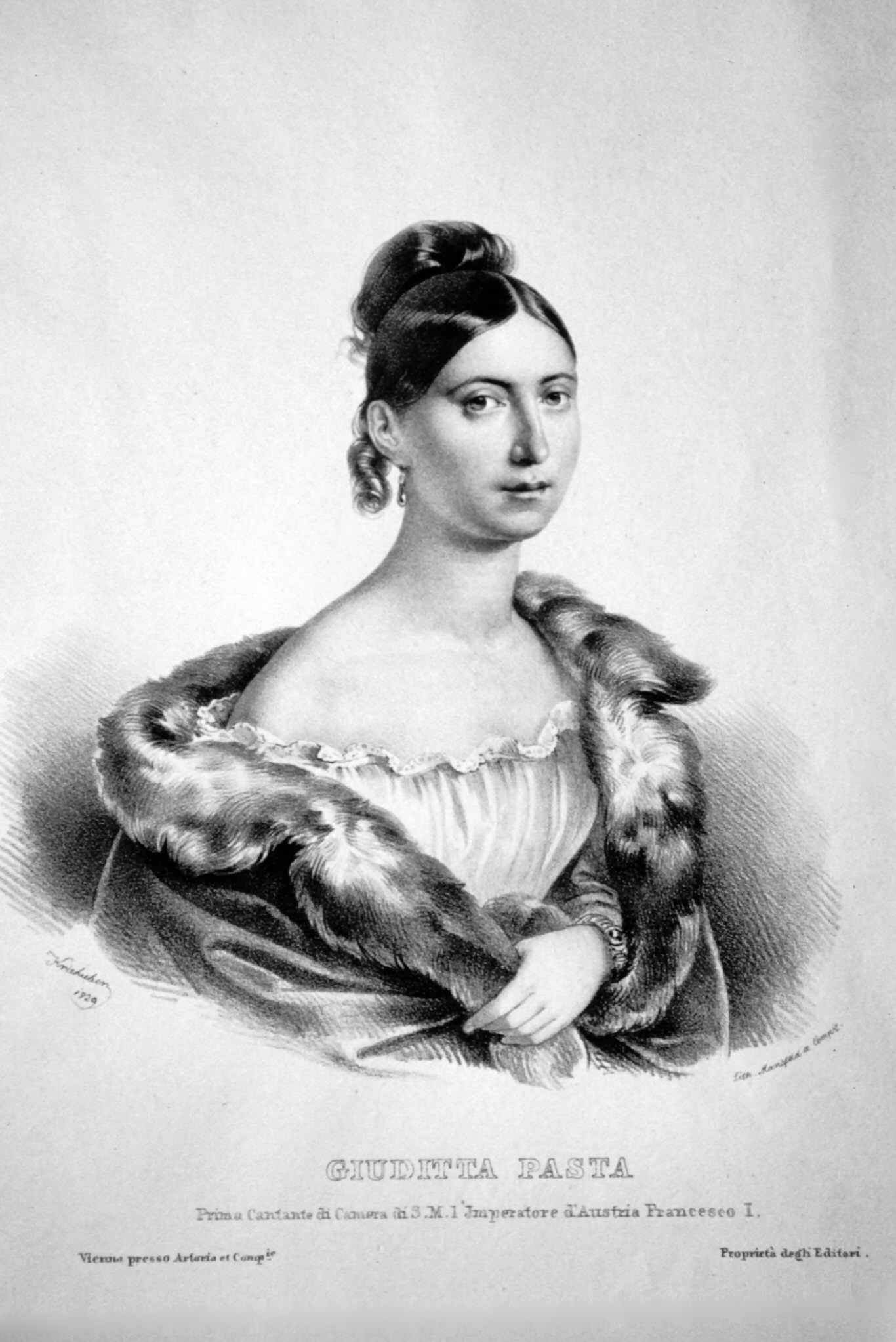
Giuditta Pasta (Desdemona)

Sehr bald wurde die Oper – wiederum durchaus zeittypisch – mehr oder weniger stark verändert, es wurden Nummern aus anderen Rossini-Opern (zum Beispiel aus Armida und La donna del lago) entlehnt und Transponierungen vorgenommen. „Von der sukzessiven Anpassung der Partien jeweils an den Gesangsstil der Zeit bis zu Bearbeitungen, die im Druck erschienen, war es nur ein Schritt. […] In der 2. Hälfte des 19. Jahrhunderts, zumal als der veristische Gesang aufkam, kann, so läßt sich ohne Übertreibung sagen, von Rossinis Werk nicht mehr viel übrig geblieben sein.“:397 Bis in die 1880er-Jahre wurde Rossinis Otello in ganz Europa kontinuierlich gespielt, aber nach dem Erscheinen von Verdis Otello (1887) geriet das Werk allmählich in Vergessenheit.:64
Ab 1960 kam es wieder vereinzelt zu Aufführungen, aber erst ab den 1980er-Jahren standen im Zuge der Rossini-Renaissance auch für diese Oper wieder geeignete Sänger zur Verfügung, so etwa 1988 beim Rossini Opera Festival Pesaro mit Chris Merritt als Otello, Rockwell Blake als Rodrigo und June Anderson als Desdemona. Die Oper wurde wiederholt in Pesaro gegeben. Aufführungen jenseits des Festivals haben u. a. am Royal Opera House in London, am Opernhaus Zürich, an der Vlaamse Opera (Antwerpen, Gent) und bei den Salzburger Pfingstfestspielen stattgefunden. Eine Neuproduktion am Teatro alla Scala in Mailand gab es 2015, am Theater an der Wien im Februar 2016 (Dirigent: Antonello Manacorda, Regie: Damiano Michieletto).

## Aufnahmen
- 1957 (live aus New York, stark gekürzt): Arnold Garuson (Dirigent), Orchester und Chor der New York City Opera. Thomas Hayward (Otello), Eileen Farrell (Desdemona), Chester Watson (Elmiro), Loren Driscoll (Rodrigo), Hugh Thompson (Jago), Martha Lipton (Emilia), Giuseppe Baratti (Gondoliere). HRE 265 (3 LP), Live Opera Heaven Ltd. C 1416 (2 CDs).[13]:15951
- 19. Juni 1960 (live, konzertant aus Rom): Fernando Previtali (Dirigent), Chor und Orchestra Sinfonica della RAI di Roma. Agostino Lazzari (Otello), Virginia Zeani (Desdemona), Franco Ventriglia (Elmiro), Herbert Handt (Rodrigo), Giuseppe Baratti (Jago), Anna Reynolds (Emilia), Alfredo Nobile (Lucio), Tommaso Frascati (Doge und Gondoliere). Great Opera Per CD: GOP 718 (2 CDs), Replica LP: RPL 2419/21(3).[13]:15952
- 1963 (live aus New York): Fernando Previtali (Dirigent). Agostino Lazzari (Otello), Virginia Zeani (Desdemona), Herbert Handt (Rodrigo), Anna Reynolds (Emilia). MRF.[13]:15953
- 25. August 1965 (live aus dem Teatro Rossini, Pesaro): Carlo Franci (Dirigent), Orchester und Chor des Teatro Comunale di Bologna. Agostino Lazzari (Otello), Virginia Zeani (Desdemona), Franco Ventriglia (Elmiro), Pietro Bottazzo (Rodrigo), Angelo Mori (Jago). Opera Depot OD 10312-2 (2 CDs).[14]
- 25. Juni 1968 (live aus der Metropolitan Opera, New York): Carlo Franci (Dirigent), Orchester und Chor des Teatro dell’Opera di Roma. Aldo Bottion (Otello), Virginia Zeani (Desdemona), Plinio Clabassi (Elmiro), Pietro Bottazzo (Rodrigo), Gastone Limarelli (Jago), Giovanna Fioroni (Emilia), Antonio Pirino (Lucio), Fernando Iacopucci (Doge und Gondoliere). Mauro R. Fuguette MRF 25-S (3 LP).[13]:15954
- September 1978 (vollständig; Opernwelt-CD-Tipp: „künstlerisch wertvoll“[15]): Jesús López Cobos (Dirigent), Philharmonia Orchestra London, Ambrosian Opera Chorus. José Carreras (Otello), Frederica von Stade (Desdemona), Samuel Ramey (Elmiro), Salvatore Fisichella (Rodrigo), Gianfranco Pastine (Jago), Nucci Condò (Emilia), Keith Lewis (Lucio), Alfonso Leoz (Doge und Gondoliere). Philips CD: 432 456 2, Philips LP: 6769 023 (2).[13]:15955
- März 1980 (Video, live aus Palermo): Alessandro Siciliani (Dirigent), Orchester und Chor des Teatro Massimo Bellini di Palermo. Philip Langridge (Otello), Margherita Rinaldi (Desdemona), Agostino Ferrin (Elmiro), Bruce Brewer (Rodrigo), Ezio di Cesare (Jago), Nucci Condò (Emilia), G. Puddu (Lucio), Pietro Tarantino (Doge), Dino di Domenico (Gondoliere). House of Opera DVDCC 1021 (1 DVD).[13]:15956
- 1982 (Video, live aus Pesaro): Alessandro Siciliani (Dirigent). Philip Langridge (Otello), Margherita Rinaldi (Desdemona), Bruce Brewer, Ezio di Cesare. Premiere Opera DVD 6142 (1 DVD).[13]:15957
- August 1988 (Video, live vom Rossini Opera Festival Pesaro): John Pritchard (Dirigent), Orchestra Sinfonica Nazionale della RAI Torino. Chris Merritt (Otello), June Anderson (Desdemona), Giorgio Surjan (Elmiro), Rockwell Blake (Rodrigo), Ezio di Cesare (Jago), Raquel Pierotti (Emilia), Eugenio Favano (Lucio), Francesco Piccoli (Doge), Enrico Facini (Gondoliere). Encore 2223 (1 DVD).[13]:15958
- 1992 (live aus der Lyric Opera of Chicago): Donato Renzetti (Dirigent), Orchester und Chor der Chicago Lyric Opera. Chris Merritt (Otello), Lella Cuberli (Desdemona), Henry Runey (Elmiro), Rockwell Blake (Rodrigo), Richard Croft (Jago), Nancy Maultsby (Emilia), Roy Cornelius Smith (Lucio), Patrick Denniston (Doge), Hong-Shen Li (Gondoliere). Celestial Audio CA 455 (3 CDs); Celestial Audio CA 455 (2 CDs).[16][13]:15965
- Januar 1994 (live, konzertant aus Berlin): Gustav Kuhn (Dirigent), Rundfunk-Symphonie-Orchester Berlin, Rundfunkchor Berlin. José Medina (Otello), Paola Antonucci (Desdemona), Andrea Silvestrelli (Elmiro), Patrizio Sandelli (Rodrigo), Enrico Faani (Jago), Michele Breedt (Emilia), Gianluca Floris (Doge).[13]:15959
- 8. August 1998 (live vom Rossini Opera Festival Pesaro): Corrado Rovaris (Dirigent). Bruce Ford (Otello), Mariella Devia (Desdemona), Simone Alberghini (Elmiro), Paul Austin Kelly (Rodrigo), Charles Workman (Jago), Enkelejda Shkosa (Emilia), Antonio Siragusa (Lucio und Gondoliere), Cesare Catani (Doge). Legato Classics ALD 4789.[13]:15960
- 1999 (vollständig, mit Duett Otello Sopranfassung und Alternativarie Desdemona): David Parry (Dirigent), Philharmonia Orchestra London, Geoffrey Mitchell Choir. Bruce Ford (Otello), Elizabeth Futral (Desdemona), Ildebrando D’Arcangelo (Elmiro), William Matteuzzi (Rodrigo), Juan José Lopera (Jago), Enkelejda Shkosa (Emilia und Otello im Alternativfinale), Dominic Natoli (Lucio), Ryland Davies (Doge), Barry Banks (Gondoliere). Opera Rara ORC 18 (3 CDs).[13]:15961
- 5. Februar 2000 (live, konzertant aus London): Gianluigi Gelmetti (Dirigent), Orchester und Chor der Covent Garden Opera London. Bruce Ford (Otello), Mariella Devia (Desdemona), Alastair Miles (Elmiro), Juan Diego Flórez (Rodrigo), Octavio Arévalo (Jago), Leah-Marian Jones (Emilia), Timothy Robinson (Lucio und Gondoliere), Robin Leggate (Doge). Premiere Opera Ltd. CDNO 548-3 (3 CDs), House of Opera (CDs).[13]:15962
- Juli 2000 (live aus Martina Franca, Pariser Fassung von 1831 (nicht von Rossini) mit Lieto fine und Mezzo-Otello, Originalende im Anhang): Paolo Arrivabeni (Dirigent), Orchestra Internazionale d’Italia, Bratislava Sluk Chamber Chorus. Irine Ratiani (Otello), Patrizia Ciofi (Desdemona), Soon-Won Kang (Elmiro), Simon Edwards (Rodrigo), Gregory Bonfatti (Jago), Barbara Vivian (Emilia), Daniele Gaspari (Lucio), Salvatore Cordella (Doge), Alessandro Cordeluppi (Gondoliere). Dynamic CDS 369/1-3 (3 CDs).[13]:15963
- 7. Juli 2001 (live aus Caramoor): Will Crutchfield (Dirigent), Orchestra of St. Luke’s, Bel Canto at Caramoor. Carlo Scibelli (Otello), Marguerite Krull (Desdemona), Daniel Mobbs (Elmiro), David Adams (Rodrigo), Matthew Chellis (Jago), Georgia Jarman (Emilia), James Archie Worley (Lucio), Robert Crutchfield (Doge), Samuel Lloyd Kinsey (Gondoliere). House of Opera CD 807L.[13]:15964
- 17. Januar 2007 (live, konzertant aus New York): Eve Queler (Dirigent), Opera Orchestra of New York, Oratorio Society of New York. Bruce Ford (Otello), Ruxandra Donose (Desdemona), Daniel Mobbs (Elmiro), Kenneth Tarver (Rodrigo), Robert McPherson (Jago), Maria Zifchak (Emilia), Guillermo Lagundino (Lucio), Gaston Rivero (Doge und Gondoliere). Premiere Opera 2516-3 (3 CDs).[13]:15966
- 8. August 2007 (live vom Rossini Opera Festival Pesaro): Renato Palumbo (Dirigent), Orchester des Teatro Comunale di Bologna, Prague Chamber Chorus. Gregory Kunde (Otello), Olga Peretyatko (Desdemona), Mirco Palazzi (Elmiro), Juan Diego Flórez (Rodrigo), Chris Merritt (Jago), Maria Gortsevskaya (Emilia), Enrico Iviglia (Lucio), Aldo Bottion (Doge). Premiere Opera Ltd. CDNO 2758-3 (3 CDs).[17]
- Juli 2008 (live vom Festival Rossini in Wildbad): Antonino Fogliani (Dirigent), Virtuosi Brunensis, Philharmonischer Chor Transilvania Cluj. Michael Spyres (Otello), Jessica Pratt (Desdemona), Ugo Guagliardo (Elmiro), Filippo Adami (Rodrigo), Giorgio Trucco (Jago), Geraldine Chauvet (Emilia), Hugo Colín (Lucio), Sean Spyres (Doge), Leonardo Cortellazzi (Gondoliere). Naxos 8.660275-76 (2 CDs).[18]